# Synagrops philippinensis
Synagrops philippinensis és una espècie de peix pertanyent a la família dels acropomàtids.

## Descripció
- Pot arribar a fer 13 cm de llargària màxima.
- Cos de color marró negrós al dors i més pàl·lid a la zona ventral.
- 9 espines i 9 radis tous a l'aleta dorsal i 2 espines i 7 radis tous a l'anal.
- 16 radis a l'aleta pectoral.
- 25 vèrtebres.
- Espina pelviana amb dentat diferent a la vora anterior.[6]

## Depredadors
Al Japó és depredat per Champsodon snyderi.

## Hàbitat
És un peix marí i batidemersal que viu entre 186 i 220 m de fondària i entre les latituds 30°N-35°S i 34°E-169°E, el qual viu sobre la plataforma i el talús continentals.

## Distribució geogràfica
Es troba a Austràlia, la Xina, l'Índia, Indonèsia, Israel, el Japó, Corea, Malàisia, Nova Caledònia, Papua Nova Guinea, les illes Filipines i Taiwan.

## Observacions
És inofensiu per als humans.